# Podocarpus tepuiensis
Podocarpus tepuiensis là một loài thực vật hạt trần trong họ Thông tre. Loài này được J.Buchholz & N.E.Gray miêu tả khoa học đầu tiên năm 1948.